# Heine-Reaktion
Bei der Heine-Reaktion, auch Gabriel-Heine-Aziridin-Isomerisierung, handelt es sich um eine Namensreaktion in der Organischen Chemie, die nach Harold W. Heine, der sie 1959 erstmals beschrieb, benannt wurde. Diese Reaktion ist die Isomerisierung  eines N-Acyl-aziridins zum korrespondierenden Oxazol.

## Übersichtsreaktion
N-Acylaziridin reagiert mit Natriumiodid zu Oxazolinen:

## Mechanismus
Bei dieser Reaktion handelt es sich um eine Nukleophile Substitution (SN2-Reaktion). Das Iodid greift als Nukleophiles Teilchen das Kohlenstoff-Atom des Aziridins an. Durch Elektronenverschiebung wird das Sauerstoff-Atom negativ geladen. Im nächsten Reaktionsschritt greift dieses Sauerstoff-Atom als Nukleophiles Teilchen das Kohlenstoff-Atom an, wobei sich das negativ geladene Iodid wieder abspaltet. Durch diese Änderung der Atomanordnung (Isomerisierung) ist ein Oxazol entstanden.
Die Reaktion findet im Lösungsmittel Aceton, 2-Propanol oder Acetonitril bei Raumtemperatur statt. Als Nukleophiles Teilchen kann anstatt Natriumiodid auch Kaliumthiocyanat verwendet werden. Bei dem Rest R1 handelt es sich z. B. um ein Alkyl- oder Arylrest, bei R2 um ein Arylrest und bei R3 um ein CO2-Alkyl- oder CO2-Arylrest.

## Varianten
Anstelle des Sauerstoff-Atoms kann auch Schwefel oder Stickstoff eingesetzt werden. Mit einem Schwefel-Atom entsteht ein Thiazolin und mit einem Stickstoff-Atom, wie es die Abbildung zeigt, ein Imidazolin. Die Variante mit Schwefel wurde schon 1895 von Siegmund Gabriel entdeckt.
Bei einer weiteren Variante kommt im Aziridin eine Azogruppe vor. Als Produkt entsteht hierbei ein Triazin.